# Ácido xilônico
Ácido xilônico, é um monossacarídeo com cinco carbonos com fórmula C5H10O6 que pertence ao grupo dos ácidos aldônicos. Obtido através da oxidação de xilose, onde o grupo aldeído do carbono 1, se converte num grupo carboxilo (COOH). A enzima que interfere em sua sintaxe é xilose desidrogenase, o bem a glicose oxidase as quais requerem de NAD como co-enzima.